# Synopeas haladai
Synopeas haladai är en stekelart som beskrevs av Peter Neerup Buhl 2007. Synopeas haladai ingår i släktet Synopeas och familjen gallmyggesteklar. Inga underarter finns listade i Catalogue of Life.